# Ophtalmoplon inerme
Ophtalmoplon inerme là một loài bọ cánh cứng trong họ Cerambycidae.